# Kristina Kallas
Pour les articles homonymes, voir Kallas.
Kristina Kallas, née le 29 janvier 1976 à Kiviõli, est une femme politique estonienne, anciennement présidente du parti Estonie 200. Elle est Ministre de l'Éducation et de la Recherche d'Estonie depuis le 17 avril 2023.
Elle n'a pas de lien de parenté avec l'ancienne Première ministre estonienne, Kaja Kallas.

## Biographie
Kristina Kallas est diplômée en premier cycle en histoire à l'université de Tartu, avant de partir faire un master dans la même branche à l'université d'Europe centrale à Budapest. Elle obtient ensuite un doctorat en science politique à l'université de Tartu en 2016.

## Carrière
Entre 2018 et 2022, elle est la présidente du parti Estonie 200.
En avril 2023, elle est nommée Ministre de l'Éducation et de la Recherche dans le gouvernement Kallas III,. Elle conserve cette fonction dans le gouvernement Michal.